# Gérard Lauzier

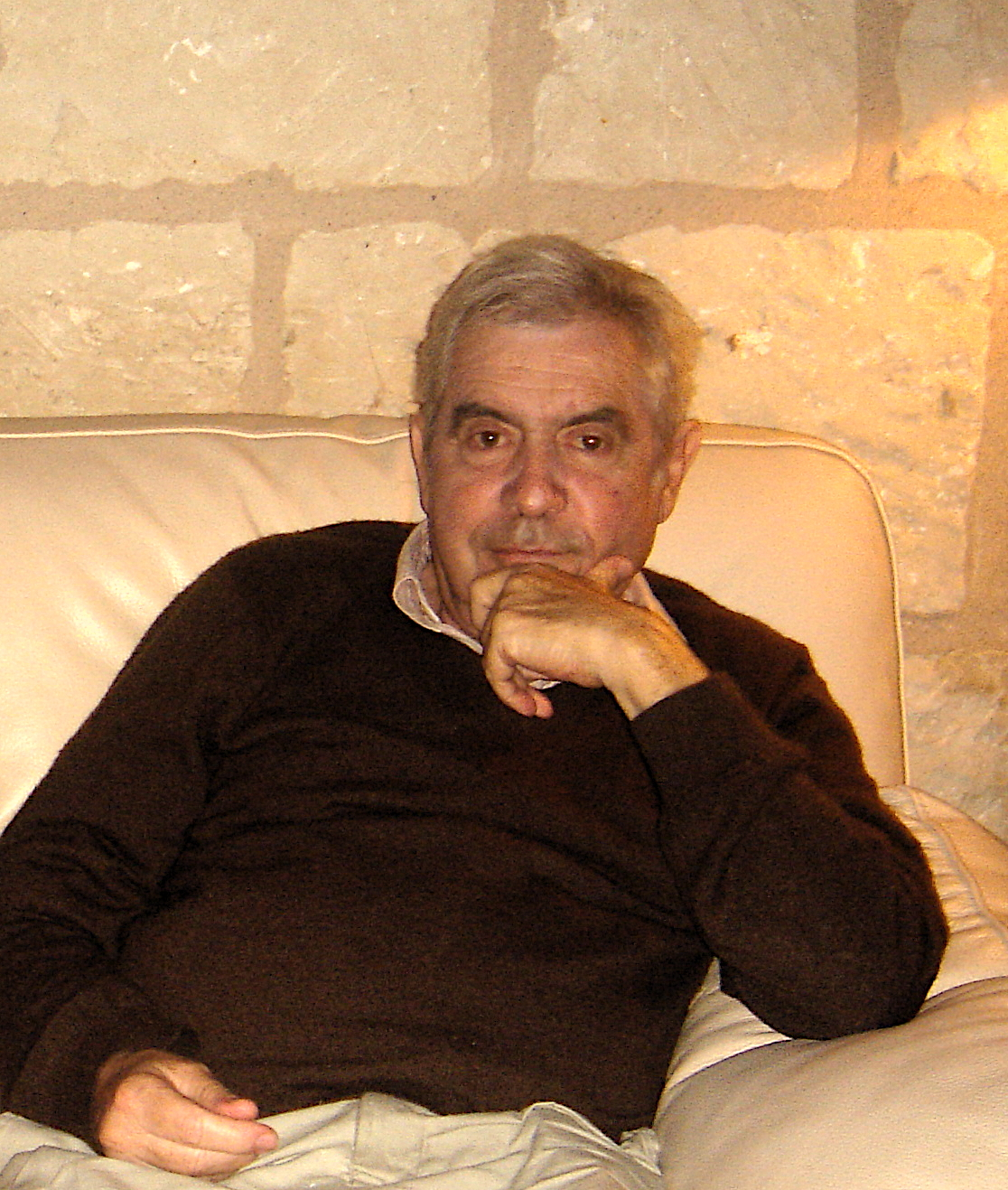
Gérard Lauzier (2008)

Gérard Lauzier (* 30. November 1932 in Marseille; † 6. Dezember 2008 in Paris) war ein französischer Filmemacher sowie Autor und Zeichner von gesellschaftskritischen Comics und Theaterstücken.

## Leben
Nach einem Philosophie- und Architekturstudium in Paris arbeitete Lauzier zunächst als Zeichner im Atelier Perret et Lagneaux. Nach einem dreimonatigen Ferienaufenthalt in Brasilien zog er für einige Jahre (1956 bis 1964) dorthin. Er arbeitete hier als Karikaturist für die Zeitschrift Journal de Bahia. Im Jahr 1965 kehrte er nach Frankreich zurück und machte Karikaturen für verschiedene Zeitschriften.
Im Jahr 1974 schrieb und zeichnete er seinen ersten Comic Lili Fatal, der bei Dargaud veröffentlicht wurde. Es folgten weitere Arbeiten, hauptsächlich für Pilote, aber auch z. B. für Lui (Zizi und Peter Panpan). In den 1980er-Jahren begann er auch Theaterstücke und Drehbücher zu verfassen. Teilweise führte er auch Regie. Bekannt wurde seine Filmkomödie Kleiner Spinner, die es auch als Comic gibt. Lauziers Mein Vater, der Held mit Gérard Depardieu in der Hauptrolle war so erfolgreich, dass der Film mit demselben Hauptdarsteller (von einem anderen Regisseur) in Hollywood erneut verfilmt wurde.
Im Jahr 1993 gewann Lauzier den Grand Prix de la Ville d’Angoulême beim Festival International de la Bande Dessinée d’Angoulême.

## Bibliographie
- 1974: Lili Fatal
- 1974: Un certain malaise
- 1974: Tranches de vie
- 1974: Die Abenteuer von Zizi und Peter Panpan
- 1975: les Chroniques de l‘île grande
- 1976: Al Crane (gezeichnet von Alexis)
- 1978: la Course du rat
- 1982: Souvenirs d‘un jeune homme
- 1984: les Cadres
- 1992: Portrait de l‘artiste

## Filmographie

### Autor
- 1980: Je vais craquer
- 1981: Psy – Regie: Philippe de Broca
- 1985: Meilensteine des Lebens (Tranches de vie) – Regie: François Leterrier
- 1988: Der große Blonde auf Freiersfüßen (À gauche en sortant l’ascenseur) – Regie: Édouard Molinaro
- 1999: Asterix und Obelix gegen Caesar (Dialoge)

### Autor und Regisseur
- 1982: T’empêches tout le monde de dormir
- 1983: Kleiner Spinner (P’tit con)
- 1984: Ein Mann um die 50 (La tête dans le sac)
- 1991: Mein Vater, der Held (Mon père, ce héros)
- 1996: Le plus beau bétier du monde
- 1999: Le fils du Français